# Wezerrenaissance

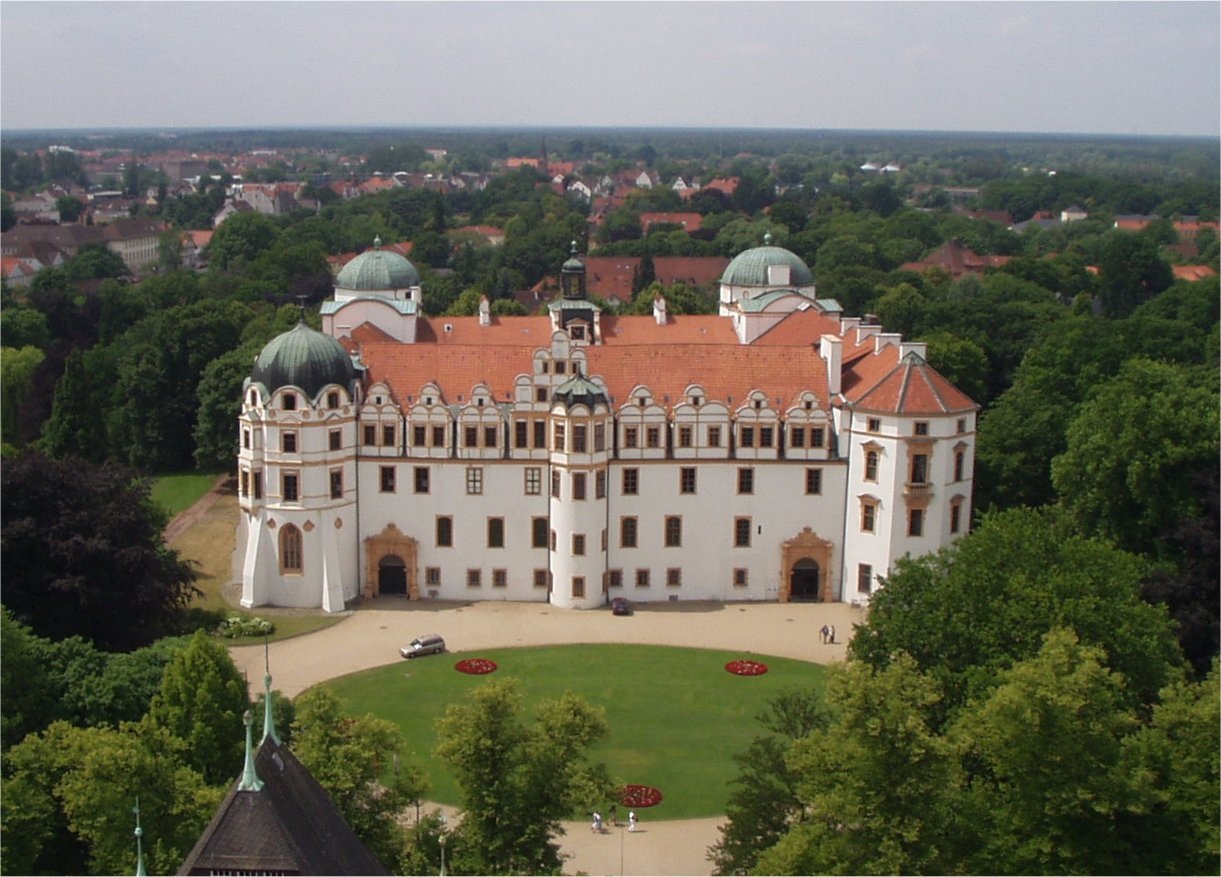
Het Slot van Celle

De Wezerrenaissance is een stijl in de architectuur en de meubelkunst in en rondom het dal van de Wezer. De Wezerrenaissance is te dateren vanaf het begin van de 16e eeuw tot halverwege de 17e eeuw. De Wezerrenaissance combineert kenmerkende elementen van de Italiaanse renaissance met de West-Europese renaissance (vooral Nederlandse Renaissance). Het begrip is door Richard Klapheck in 1912 geïntroduceerd. 
Kenmerkend voor de Wezerrenaissance zijn onder andere rijkelijk versierde gevels. Grote gebouwen, zoals kastelen, hebben vaak een Utlucht. Dat is een meerdere verdiepingen omvattende erker.
Het kasteel van Brake, in Lemgo, huisvest een aan de Wezerrenaissance gewijd historisch en architectuurmuseum. Het fraai gerestaureerde kasteel van Bevern, ten noordoosten van Holzminden, herbergt een multimediale presentatie over de historische context van de Wezerrenaissance. De Straße der Weserrenaissance is een toeristische autoroute langs verschillende bouwwerken uit die periode.

## Bekende voorbeelden
- Ontwerpen van Hans Vredeman de Vries
- Slot Hämelschenburg (1588-1618)
- Raadhuis van Hamelen
- Raadhuis van Celle (1603)
- Stadswaag Bremen (1589)
- Stadhuis van Bremen (1612)
- Kasteel van Brake, Lemgo
- Kasteel van Bevern
- Schloss Neuhaus (Paderborn)

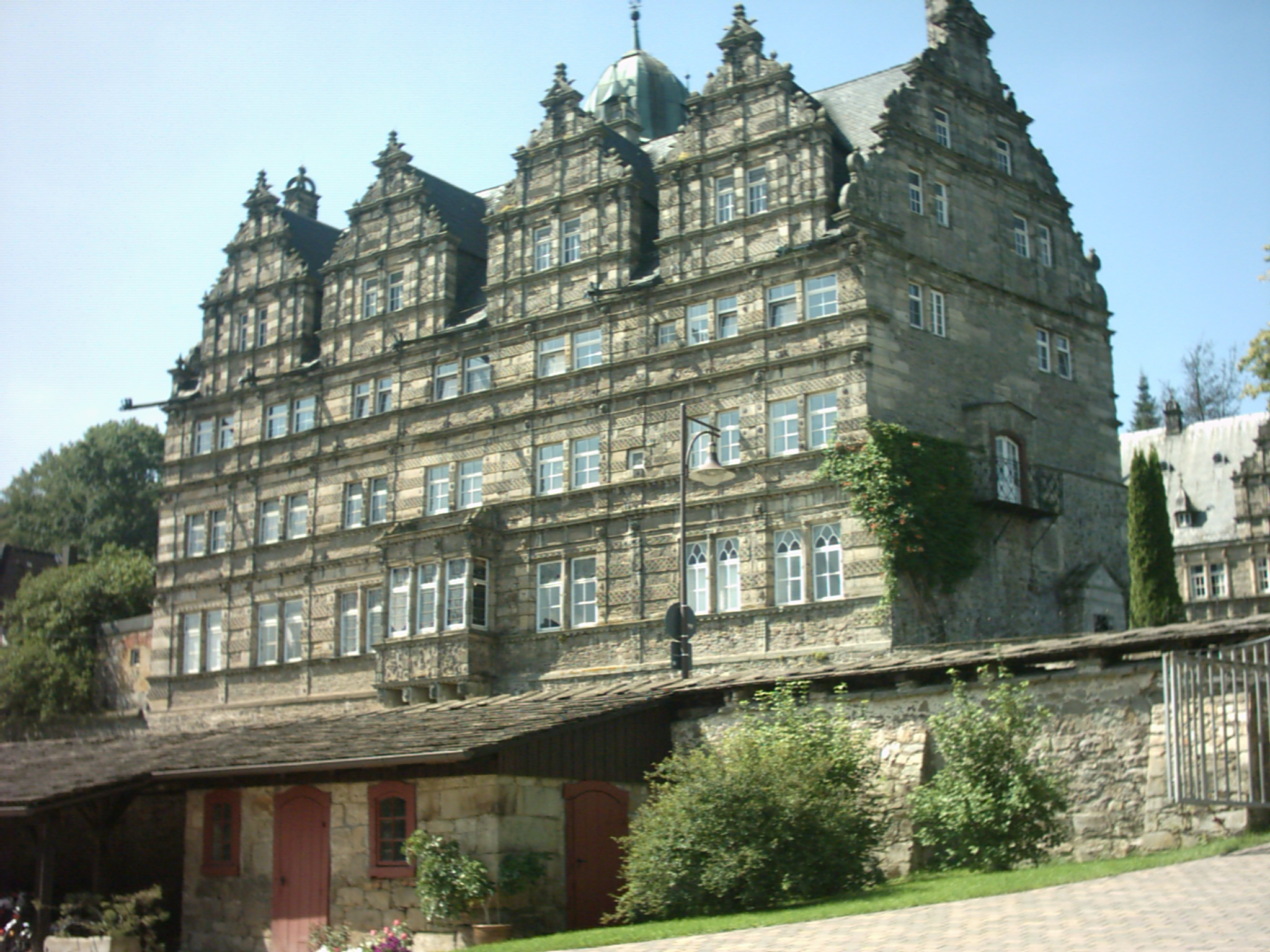
Hämelschenburg (1588-1618)
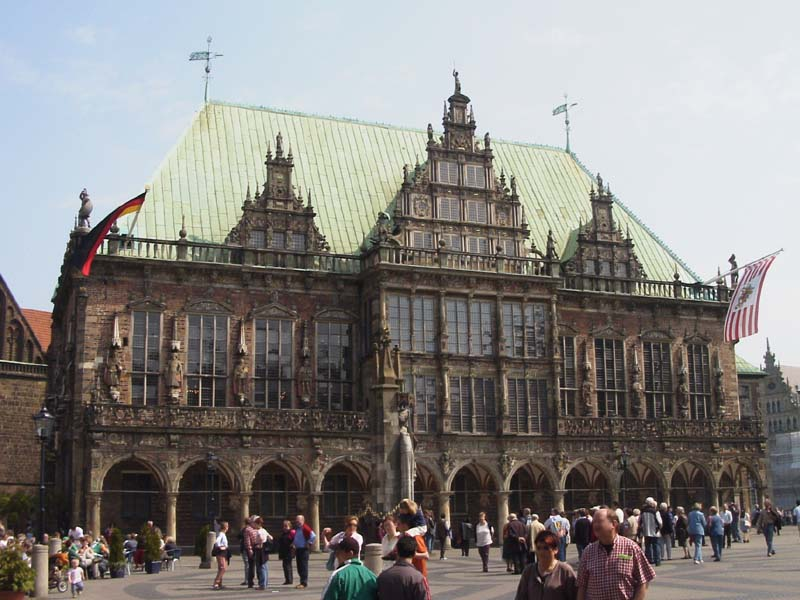
Raadhuis Bremen (1589)
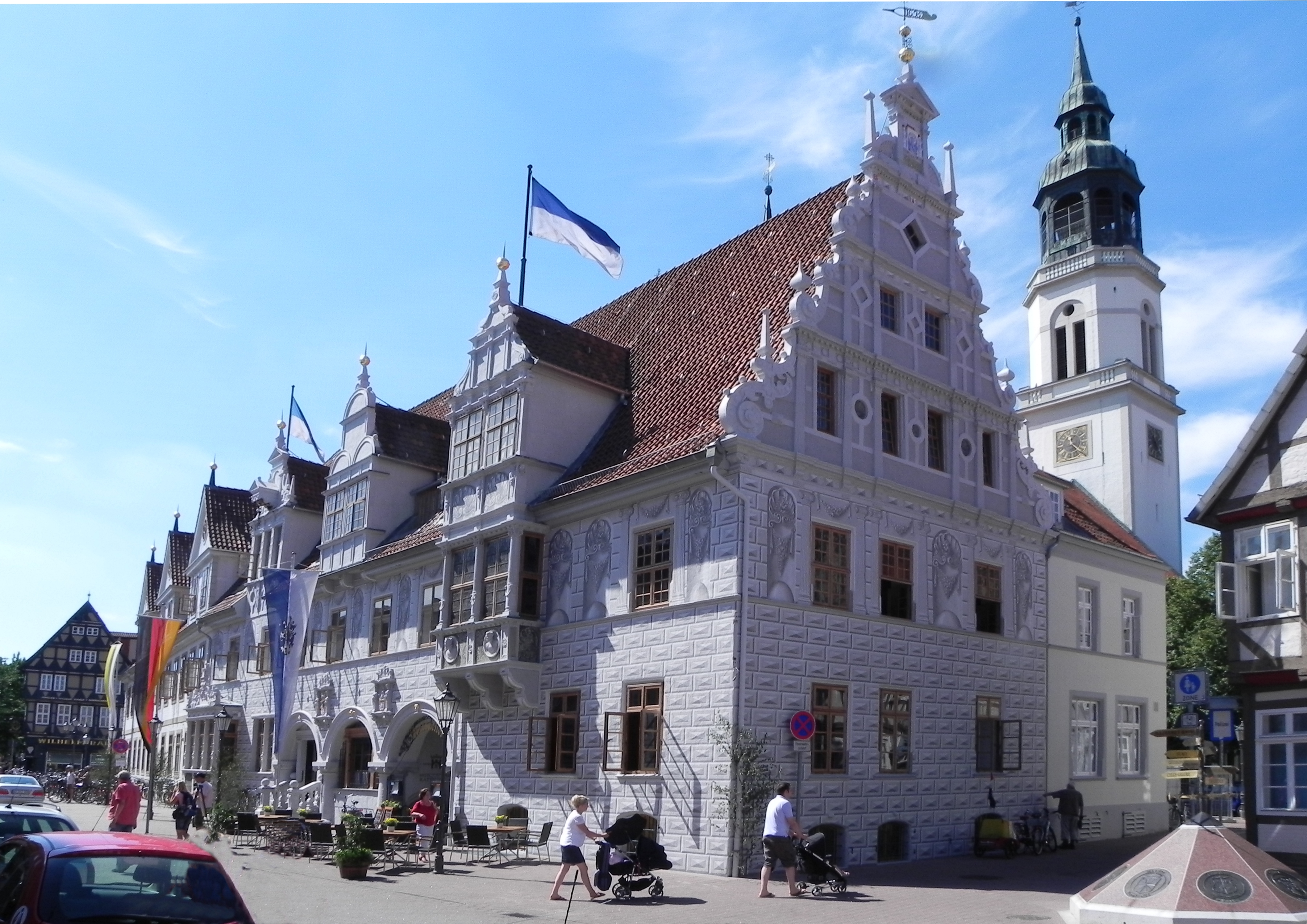
Raadhuis Celle (1603)
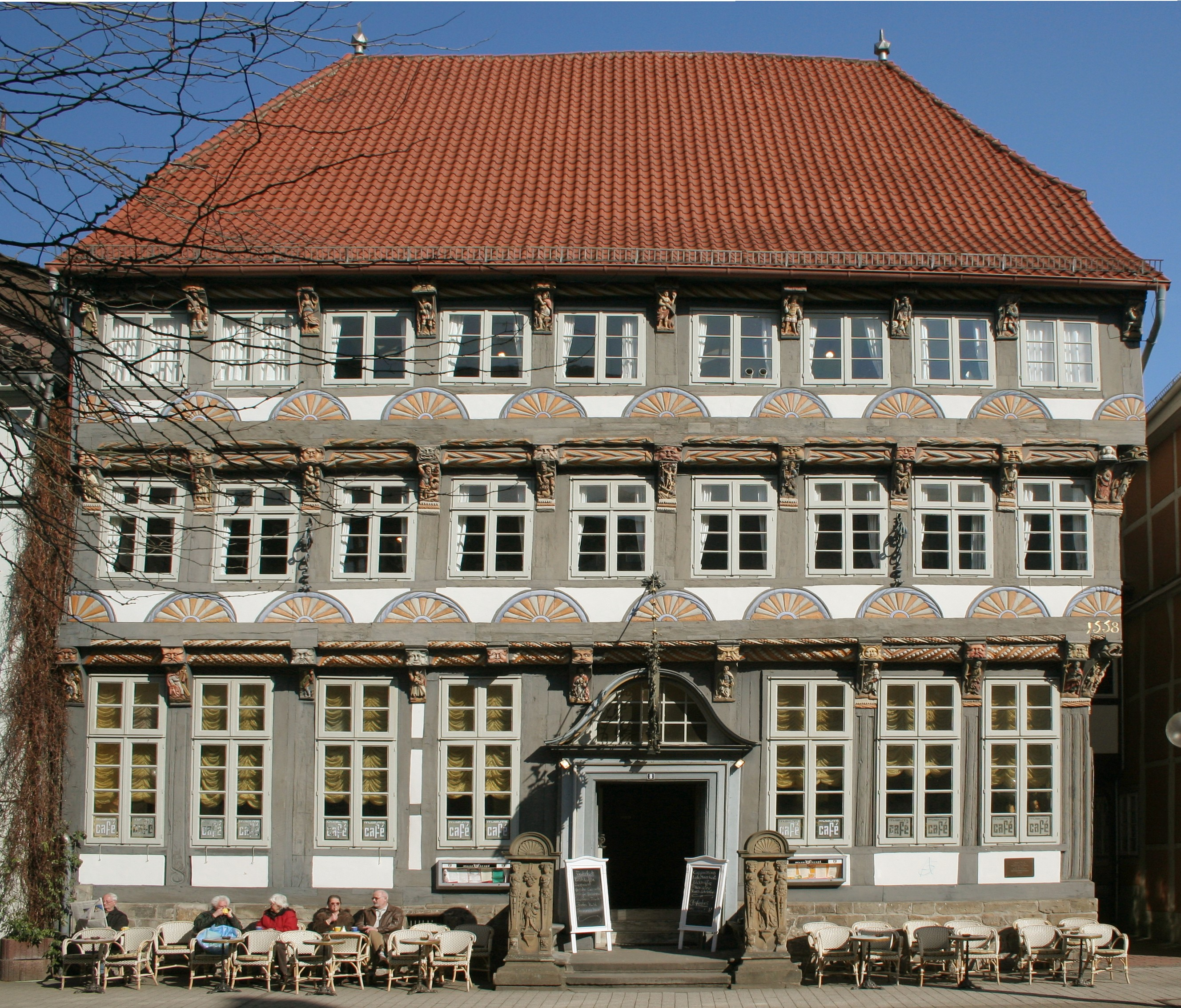
Huis in Hameln
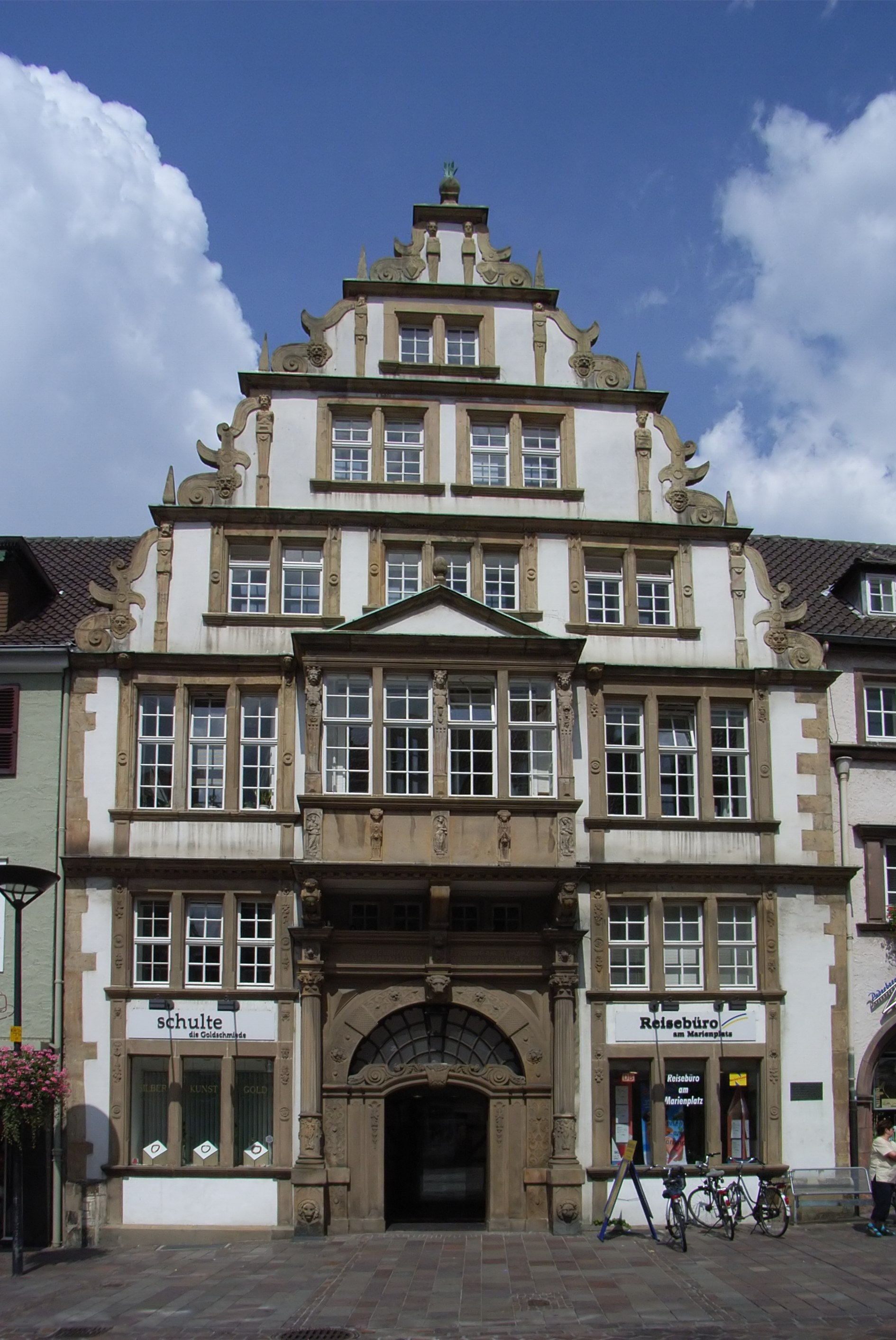
Huis in Paderborn
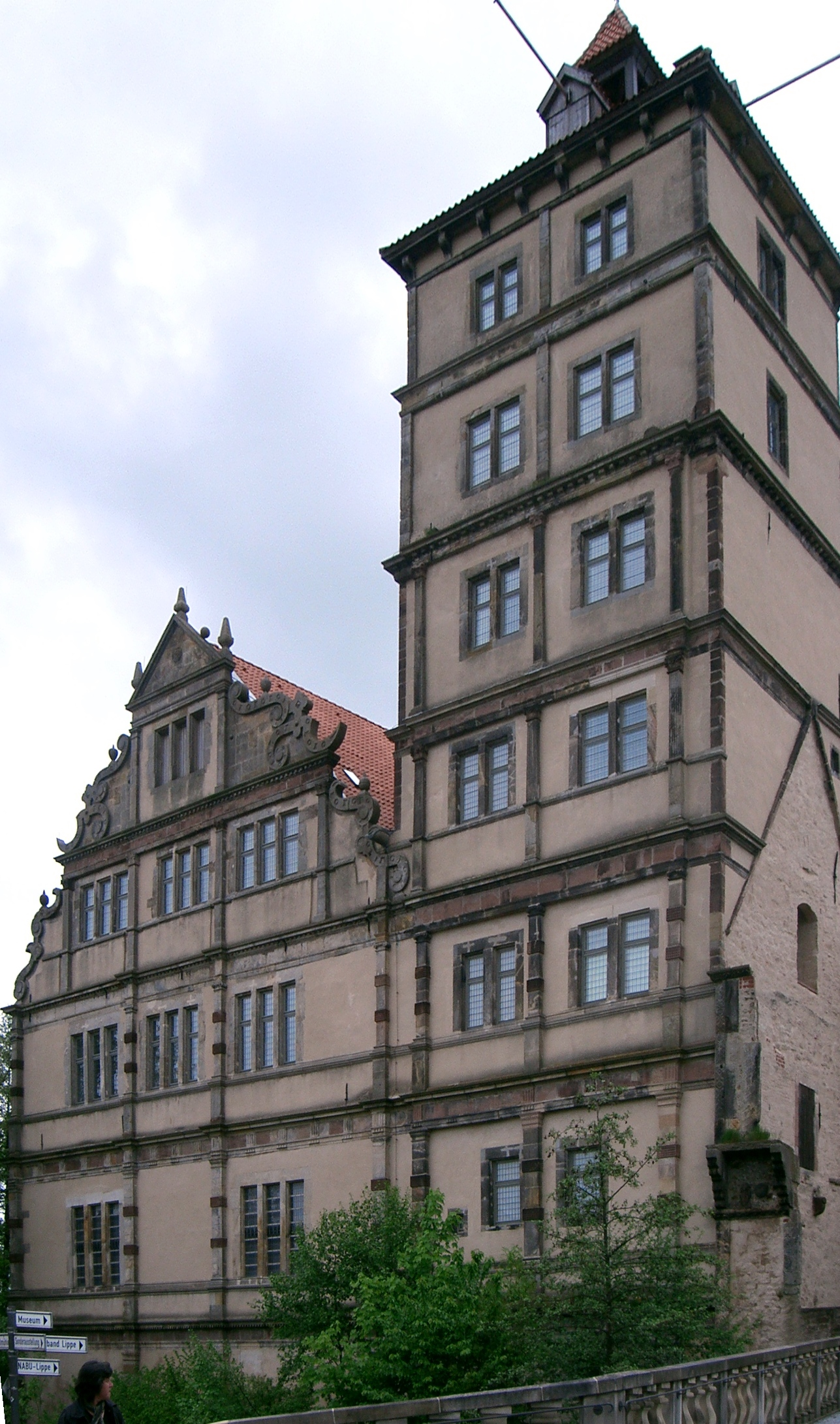
Schloss Brake bij Lemgo
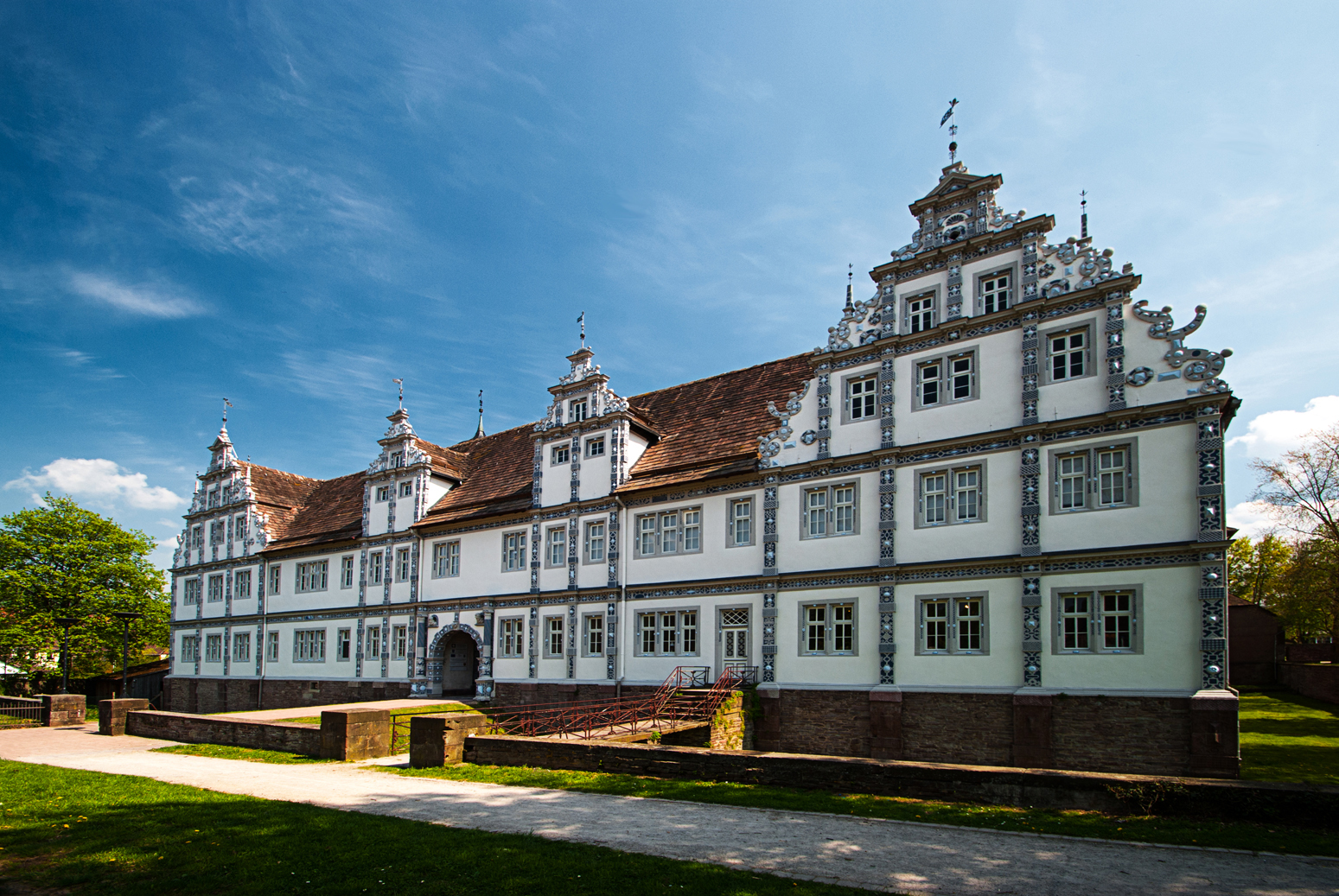
Kasteel Bevern
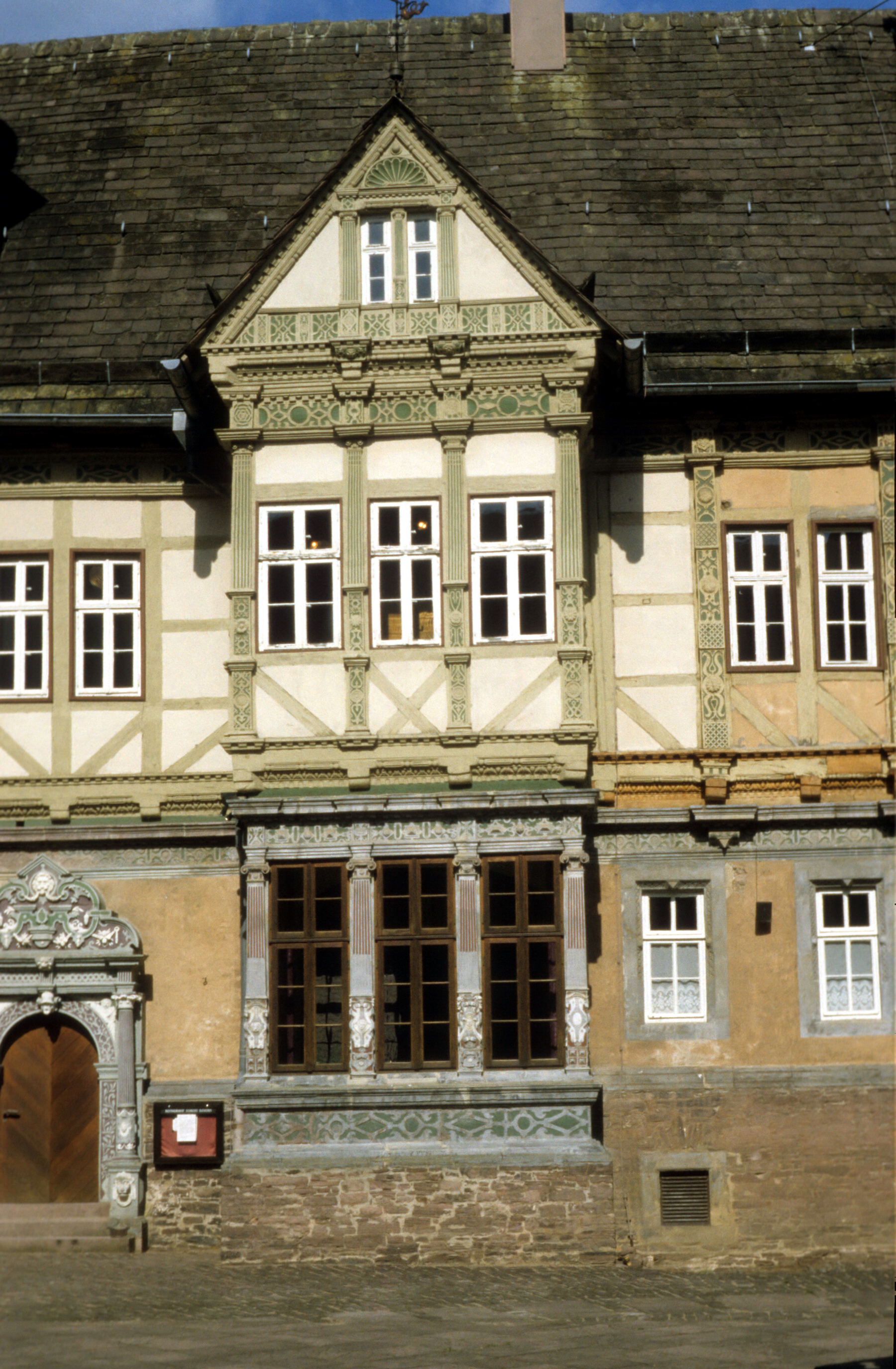
Zgn.  Utlucht, meerdere etages omvattende erker van dit kasteel